# Oia yinae
Espèce
Oia yinae est une espèce d'araignées aranéomorphes de la famille des Linyphiidae.

## Distribution
Cette espèce est endémique de Chine. Elle se rencontre à Chongqing et au Hunan.

## Description
Le mâle holotype mesure 1,07 mm et la femelle paratype xxxxx1,19xxxxxxxxxxxxxx mm.

## Systématique et taxinomie
Cette espèce a été décrite par Irfan, Zhang et Peng en 2025.

## Étymologie
Cette espèce est nommée en l'honneur de Chang-min Yin.

## Publication originale
- Irfan, Zhou, Peng & Zhang, 2025 : « Survey of Linyphiidae spiders (Arachnida: Araneae) from some oriental regions of China. » Megataxa, vol. 15, no 1, p. 1-248 (texte intégral).